# No Guru, No Method, No Teacher
No Guru, No Method, No Teacher je šestnácté studiové album irského písničkáře Van Morrisona. Album vyšlo v červenci 1986 u vydavatelství Mercury Records a v britském žebříčku se dostalo na 27. místo; v americké žebříčku Billboard 200 na 70. příčku. V roce 2008 vyšlo albumv reedici.

## Seznam skladeb
Autorem všech skladeb je Van Morrison.
| Strana 1 (LP) | Strana 1 (LP)          | Strana 1 (LP) |
| Pořadí        | Název                  | Délka         |
| ------------- | ---------------------- | ------------- |
| 1.            | Got to Go Back         | 5:00          |
| 2.            | On the Warm Feeling    | 3:16          |
| 3.            | Foreign Window         | 5:20          |
| 4.            | A Town Called Paradise | 6:13          |
| 5.            | In the Garden          | 5:46          |

| Strana 2 (LP) | Strana 2 (LP)              | Strana 2 (LP) |
| Pořadí        | Název                      | Délka         |
| ------------- | -------------------------- | ------------- |
| 1.            | Tir Na Nog                 | 7:14          |
| 2.            | Here Comes the Knight      | 3:41          |
| 3.            | Thanks for the Information | 7:16          |
| 4.            | One Irish Rover            | 3:30          |
| 5.            | Ivory Tower                | 3:34          |

| Bonusy na reedici z roku 2008 | Bonusy na reedici z roku 2008            | Bonusy na reedici z roku 2008 |
| Pořadí                        | Název                                    | Délka                         |
| ----------------------------- | ---------------------------------------- | ----------------------------- |
| 11.                           | Oh the Warm Feeling (alternativní verze) |                               |
| 12.                           | Lonely at the Top                        |                               |

## Obsazení
- Van Morrison – zpěv, kytara
- Teressa „Terry“ Adams – violoncello
- June Boyce – vokály v pozadí
- Richie Buckley – tenorsaxofon, sopránsaxofon
- Nadine Cox – harfa
- Martin Drover – trubka
- Joseph Edelberg – housle
- David Hayes – baskytara
- Rosie Hunter – vokály v pozadí
- Jef Labes – klavír, syntezátor
- Chris Michie – vokály v pozadí
- John Platania – vokály v pozadí
- Rebecca Sebring – viola
- Kate St John – anglický roh, hoboj
- John Tenney – housle
- Bianca Thornton – vokály v pozadí
- Jeanie Tracy – vokály v pozadí
- Baba Trunde – bicí